# محمد جرار جمال
محمد جرار جمال (مواليد 16 فبراير 1976) هو لاعب كرة قدم أردني سابق من أصل فلسطيني يجيد اللعب ارتكاز في نادي الوحدات وسبق له اللعب في نادي البقعة ونادي شباب الأردن ، أعلن اعتزاله في نهاية موسم 2012 - 2013 ، و هو الآن إداري في نادي الوحدات .

## روابط خارجية
- محمد جرار جمال على موقع ناشيونال فوتبول تيمز (الإنجليزية)
- محمد جرار جمال على موقع كووورة